# Ellen Schaller

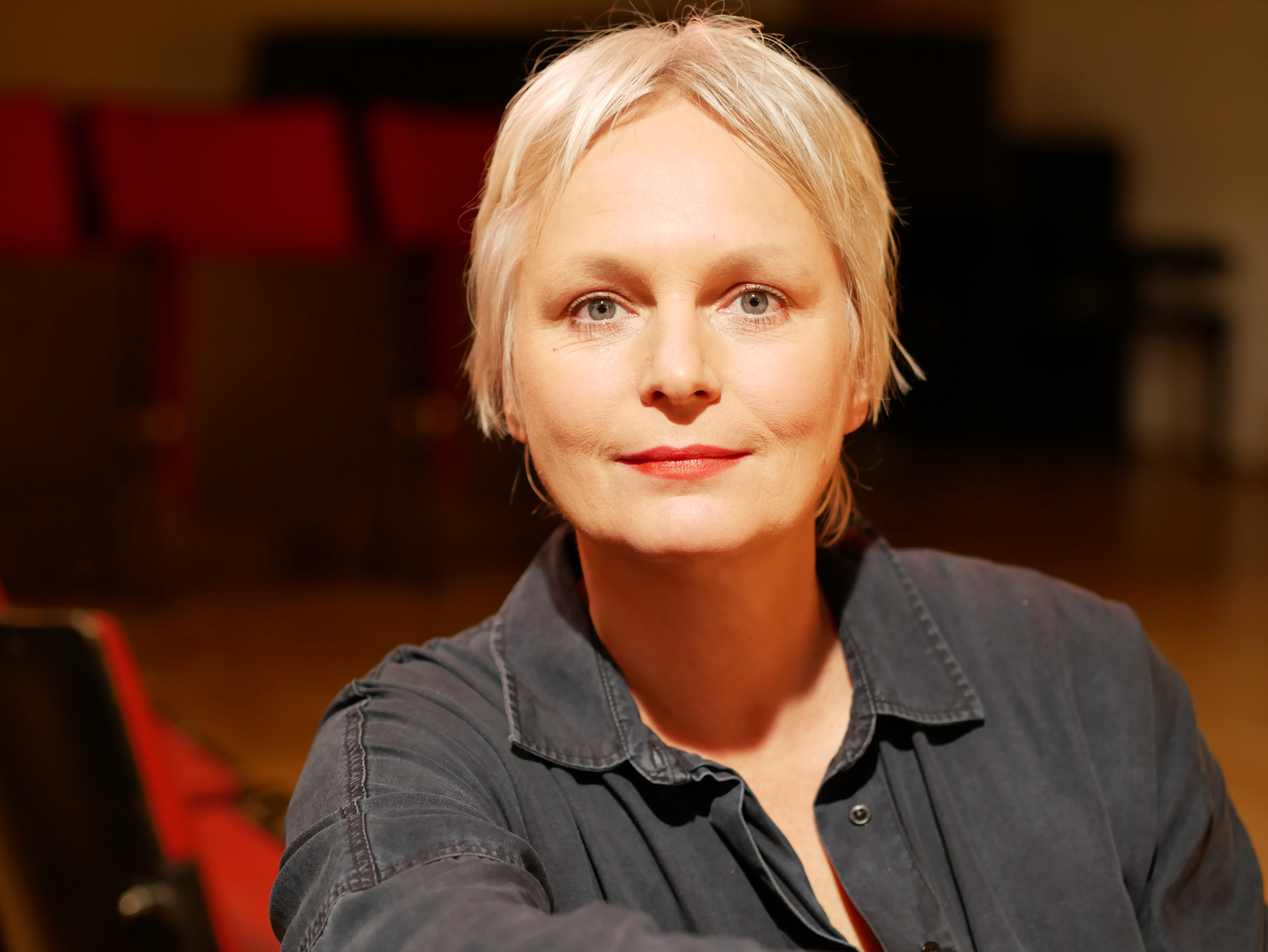
Ellen Schaller (2018)

Ellen Schaller (* 4. Februar 1965 in Görlitz) ist eine deutsche Schauspielerin und Kabarettistin. Sie lebt in Dresden.

## Leben
Ellen Schaller wuchs in einer traditionsreichen ostdeutschen Kabarettistenfamilie auf. Ihr Vater ist der Dresdner Kabarettautor Wolfgang Schaller, ihr jüngerer Bruder Philipp Schaller ist ebenfalls Kabarettist und Autor. Sie hat zwei weitere Geschwister. Nach dem Abitur am Evangelischen Kreuzgymnasium Dresden besuchte Ellen Schaller von 1983 bis 1987 die Hochschule für Schauspielkunst „Ernst Busch“ Berlin.

## Karriere
Während des Studiums entstanden erste Arbeiten für das Fernsehen, u. a. spielte sie in Polizeiruf 110, daneben gastweise in einer Theaterrolle als Molser am Maxim-Gorki-Theater Berlin in Der Pflug und die Sterne in der Regie von Rolf Winkelgrund. Nach Abschluss des Studiums wurde sie 1987 ans Theater Plauen-Zwickau verpflichtet und spielte als Gast 1989 am Städtischen Theater Karl-Marx-Stadt. In den Jahren 1992 bis 1996 war sie Teil des Ensembles am Deutsch-Sorbischen Volkstheater Bautzen.
1997 verlegte sie ihren Wohnsitz wieder nach Dresden und begann ihre bis heute andauernde Tätigkeit als Kabarettistin am Chemnitzer Kabarett. Dort spielte sie in mittlerweile über 30 Programmen, drei davon als Soloabende. Sie arbeitete dort u. a. mit den Autoren Martin Meier Bode und Cornelia Molle zusammen, aber auch mit ihrem Bruder Philipp Schaller. In der Dresdner Herkuleskeule, dem Stammhaus ihres Vaters Wolfgang Schaller, stand sie mit ihrem Bruder Philipp auch schon gemeinsam auf der Bühne: bei der vierteljährlichen Late-Night-Show Spätzünder in den Jahren 2011 und 2012. Mit ihren Soloprogrammen gastiert sie regelmäßig in Dresden, Chemnitz, Zwickau, Senftenberg, Görlitz und im Sommer an der Ostsee auf Usedom und Hiddensee.
Ellen Schaller verbindet die Kabarettbühne dabei mit ihrem schauspielerischen Handwerk: sie schlüpft in ihren Programmen in verschiedene Rollen, die ihre Sichtweisen auf Politik und Gesellschaft wiedergeben. Der Figurenwechsel erfolgt in der Regel offen auf der Bühne durch den Wechsel verschiedener Accessoires und Kostümteile. In einem Interview mit der Freien Presse zu einem Gastspiel mit Prosecco für alle in Zwickau führte sie dazu aus: „Ich mag es, aus der Sicht verschiedener Menschen politische und soziale Themen dieses Landes zu behandeln. Etwa wenn eine Lehrerin von ihrem Alltag erzählt. Das finde ich spannender, sinnlicher als wenn ich als Ellen Schaller auftrete.“
Dem Schauspiel blieb sie daneben treu: seit 2004 spielt sie in Dresden in verschiedenen Komödien an Hoppes Hoftheater Dresden, u. a. in Unerhört intim und Kontakte und im Dresdner Theater & Comedy Club den Monolog Männer und andere Irrtümer.

## Zitat
Über das Kabarett: „Ich genieße das. Denn die Energie, die ich gebe, bekomme ich direkt von den Zuschauern zurück. Ich gehe immer mit Adrenalin von der Bühne runter.“

„Ein Text ist für mich erst dann gut, wenn er weh tut, wenn auch ich mich erwischt fühle. Das typische Raunen muss einfach dabei sein – ich liebe das. Aber danach muss auch wieder die Kost mit einem befreienden Lachen nach der Pointe kommen. Ich denke, man braucht beides.“

## Soloprogramme – Kabarett
- 2010: Prosecco für alle, Chemnitzer Kabarett, Regie: Gerald Gluth-Goldmann
- 2015: Friede.Freude.Pustekuchen. Chemnitzer Kabarett, Regie: Gerald Gluth-Goldmann[11]
- 2019: Natürlich hat Gott Humor, Societaetstheater Dresden, Regie: Gerald Gluth-Goldmann
- 2020: Heute Hü und morgen Hott, Regie: Gerald Gluth-Goldmann
- 2022: Ab morgen wird alles anders. Ein Elke-Heidenreich-Abend, Hoppes Hoftheater Dresden, Regie: Gerald Gluth-Goldmann

## Theaterrollen (Auswahl)
- 1987: Ein Sommernachtstraum, Theater Zwickau, Rolle: Helena, Regie: Peter Krüger[12]
- 1988: Clavigo, Theater Zwickau, Rolle: Marie, Regie: Michael Grosse
- 1989: Maß für Maß, Theater Karl-Marx-Stadt, Rolle: Isabella, Regie: Hartwig Albiro
- 1990: Die Ritter der Tafelrunde, Theater Zwickau, Rolle: Kunneware, Regie: Michael Grosse
- 1991: Nathan der Weise, Theater Bautzen, Rolle: Recha, Regie: Michael Grosse
- 2001: Sekretärinnen, Comödie Dresden, Regie: Gerd Schlesselmann
- 2010: Unerhört intim, Hoppes Hoftheater Dresden, Rolle: Isabella, Regie: Helfried Schöbel
- 2014: Männer und andere Irrtümer, Soloprogramm, Dresdner Comedy & Theater Club, Regie: Gerald Gluth-Goldmann

## Filmografie
- 1986: Ernst Thälmann, Teil 2, Regie: Georg Schiemann (TV-Zweiteiler)[13][14]
- 1986: Weihnachtsgeschichten (TV)
- 1987: Polizeiruf 110: Abschiedslied für Linda (TV)
- 1987: Glück hat seine Zeit, Regie: Ursula Bonhoff (TV)
- 1987: Maxe Baumann aus Berlin (TV)[14]
- 2021: Auf der anderen Seite die Freiheit, Regie: Vincent Tau (Kurzfilm)

## Werke
- Lyrik 1989–1991. Chemnitz 2017, ISBN 978-1-5218-3299-8.
- Chemnitz – Eine Liebeserklärung. Verlag Heimatland Sachsen, Chemnitz 2019, ISBN 978-3-947291-03-8.
- Chemnitz – Wenn ich was zu sagen hätte. Das zweite Chemnitz-Buch. Verlag Heimatland Sachsen, Chemnitz 2021.

## Auszeichnungen
- 1986: Erich-Weinert-Medaille, Kunstpreis der FDJ[15]